# Дом Вальдена
Дом Вальдена — историческое жилое и коммерческое здание во Владивостоке. Построено в 1909—1910 годах. Автор проекта неизвестен. Историческое здание по адресу Светланская улица, дом 61 сегодня является объектом культурного наследия Российской Федерации.

## История
Аксель Кириллович Вальден, финский провизор, в возрасте 25-ти лет, вместе с женой — акушеркой Сельмой, прибыл на Дальний Восток на бриге «Император Александр Второй» в 1869 году. Первоначально Вальден с женой жили в европейской фактории бухты Находка, позже перебрались на остров Аскольд, где добывали золото. Подкопив денег, они перебрались во Владивосток, купив небольшой участок земли в районе Первой речки. На новом месте Аскольд занялся коммерцией и вскоре вернулся к основной профессии — аптекарскому делу. 
Вскоре семья Вальдена перебирается в центр Владивостока. В 1909 году Аксель Кириллович начинает строительство дома на восточной половине 295-го участка, которое началось одновременно с перестройкой братьями Петерецами дома Качурьянца. Краевед Дмитрий Анча предполагает, что с большой долей вероятности, дом проектировал архитектор Георг Юнгхендель: здесь так же, как и в доме братьев Петерец, был применён светлый облицовочный кирпич и декоративные элементы, выполненные из цементного раствора. Строительство завершилось в 1910 году. 
На первом этаже дома Вальдена находились аптека и аптекарский склад. На втором и третьем этажах — дорогие благоустроенные квартиры, сдававшиеся в аренду.             

## Архитектура
Здание трёхэтажное, из кирпича. Выполнено в стиле модерн. Декоративные элементы южного (главного) фасада здания перекликаются с декором главного фасада дома В.Ф. Угрецова (впоследствии — Юнгхенделя) на улице Китайской (сегодня — Океанский проспект, 13-А), который был построен в 1907—1908 годах и в котором располагалось архитектурно-строительное бюро Юенгхенделя. Два дома (братьев Петерец и Вальдена), близки по стилю и воспринимаются как единый архитектурный ансамбль, будто созданный одним автором.               